# Maclyn McCarty
Maclyn McCarty (South Bend, Indiana, 9. lipnja 1911. – 2. siječnja 2005.) je bio američki genetičar.
Posvetio je život studiranju infektivnih organizama kao liječnik i znanstvenik. Najpoznatiji je po svom sudjelovanju u otkriću kojim je pokazano da je DNK, a ne proteini, gradivni materijal gena. Otkrivanje molekularne tajne gene kapsularnog polisaharida pneumokokalnih bakterija otvorilo je put istraživanju nasljednosti ne samo putem genetike, nego i putem biokemije. Time je započela era molekularne biologije. McCarty je bio najmlađi i najdugovječniji član originalnog istraživačkog tima, u kojem su bili još i Oswald Avery i Colin Munro MacLeod.

## Vanjske poveznice
- New York Times
- Maclyn McCarty